# 파르테노파이오스
파르테노파이오스(Παρθενοπαῖος, Parthenopaeus)는 테바이를 공격한 일곱 장수의 한 명이며 아카디아의 토착인으로서 젊고 매우 잘 생긴 외모를 지닌 것으로 기록되었으나, 동시에 오만하고 지나치게 자신만만한 인물로 묘사되었고, 아르고스의 협력자 역할을 수행했다.
아탈란타와 그의 남편으로 추정되는 인물 히포메네스 또는 멜레아그로스 또는 아레스 사이에 태어난 아들이다.